# Маттео Вілья
Маттео Вілья (італ. Matteo Villa, нар. 23 січня 1970, Вімеркате) — італійський футболіст, що грав на позиції захисника. По завершенні ігрової кар'єри — тренер.

## Клубна кар'єра
Народився 23 січня 1970 року в місті Вімеркате. Вихованець футбольної школи клубу «Мілан», втім до першої команди не пробився і на дорослому рівні став грати у клубах нижчих дивізіонів «Тренто» та «Реджяна».
1991 року перейшов у клуб Серії А «Кальярі» і відіграв за головну команду Сардинії наступні десять сезонів своєї ігрової кар'єри. Більшість часу, проведеного у складі «Кальярі», був основним гравцем захисту команди і навіть був капітаном команди. У цей період з «Кальярі» брав участь у Кубку УЄФА 1993/94, дійшовши до півфіналу турніру, і двічі вилітав з клубом з Серії А (у сезонах 1996/97 і 99/00).
2001 року уклав контракт з іншим клубом Серії Б «Наполі», у складі якого провів наступні два роки своєї кар'єри гравця. У першому сезоні був основним гравцем, але у другому зігав лише 4 гри у чемпіонаті через серйозну травму правої передньої хрестоподібної зв'язки. В результаті Маттео покинув клуб і протягом сезону 2003/04 років захищав кольори клубу «Дженоа», зайнявши 16 місце в Серії Б.
Завершив професійну ігрову кар'єру у клубі Серії С2 «Про Сесто», за який виступав протягом сезону 2004/05 років.

## Виступи за збірну
1992 року залучався до складу молодіжної збірної Італії і став у її складі молодіжним чемпіоном Європи 1992 року.

## Кар'єра тренера
На початку сезону 2009/10 став тренером юнацької команди аматорського клубу «Бурагезе» з Бураго-ді-Мольгора, де тренував дітей 1997/98 років, при цьому в команді грав його другий син Андреа.
У сезоні 2014/15 року працював з юнацькою командою «МапеллоБонате», а на початку сезону 2015/16 він був призначений тренером першої команди, що грала у Серії D. 7 січня 2016 року він був звільнений з посади.

## Статистика виступів

### Статистика клубних виступів
| Сезон               | Команда             | Чемпіонат           | Чемпіонат | Чемпіонат | Усього за | Усього за |
| Сезон               | Команда             | Ліга                | Ігор      | Голів     | Ігор      | Голів     |
| ------------------- | ------------------- | ------------------- | --------- | --------- | --------- | --------- |
| 1988–89             | «Мілан»             | A                   | 0         | 0         | 0         | 0         |
| 1989–90             | «Тренто»            | C1                  | 14        | 0         | 14        | 0         |
| 1990–91             | «Реджяна»           | B                   | 37        | 0         | 37        | 0         |
| 1991–92             | «Кальярі»           | A                   | 22        | 0         | 22        | 0         |
| 1992–93             | «Кальярі»           | A                   | 10        | 0         | 10        | 0         |
| 1993–94             | «Кальярі»           | A                   | 27        | 1         | 27        | 1         |
| 1994–95             | «Кальярі»           | A                   | 23        | 0         | 23        | 0         |
| 1995–96             | «Кальярі»           | A                   | 34        | 2         | 34        | 2         |
| 1996–97             | «Кальярі»           | A                   | 30        | 1         | 30        | 1         |
| 1997–98             | «Кальярі»           | B                   | 34        | 3         | 34        | 3         |
| 1998–99             | «Кальярі»           | A                   | 24        | 0         | 24        | 0         |
| 1999–00             | «Кальярі»           | A                   | 29        | 0         | 29        | 0         |
| 2000–01             | «Кальярі»           | B                   | 31        | 3         | 31        | 3         |
| Усього за «Кальярі» | Усього за «Кальярі» | Усього за «Кальярі» | 264       | 10        | 264       | 10        |
| 2001–02             | «Наполі»            | B                   | 26        | 2         | 26        | 2         |
| 2002–03             | «Наполі»            | B                   | 4         | 0         | 4         | 0         |
| Усього за «Наполі»  | Усього за «Наполі»  | Усього за «Наполі»  | 30        | 2         | 30        | 2         |
| 2003–04             | «Дженоа»            | B                   | 34        | 0         | 34        | 0         |
| 2004–05             | «Про Сесто»         | C2                  | 25        | 0         | 25        | 0         |
| Усього за кар'єру   | Усього за кар'єру   | Усього за кар'єру   | 404       | 12        | 404       | 12        |

## Титули і досягнення
- Чемпіон Європи (U-21): 1992